# Lepidopsallus
Lepidopsallus is een geslacht van wantsen uit de familie van de Miridae (Blindwantsen). Het geslacht werd voor het eerst wetenschappelijk beschreven door Knight in 1923.

## Soorten
Het genus bevat de volgende soorten:

- Lepidopsallus californicus (Knight, 1968)
- Lepidopsallus hesperus (Knight, 1968)
- Lepidopsallus monticola (Knight, 1968)
- Lepidopsallus nyssae (Johnston, 1930)
- Lepidopsallus ovatus (Knight, 1925)
- Lepidopsallus rostratus (Knight, 1923)
- Lepidopsallus rubidus (Uhler, 1895)